# Mamma Maria
Mamma Maria è un album di inediti pubblicato dal trio musicale italiano dei Ricchi e Poveri nel 1982 per la Baby Records.

## Descrizione
È il secondo album di inediti in studio pubblicato dai Ricchi e Poveri come trio, dopo l'uscita dal gruppo di Marina Occhiena (quarto membro della band, dagli inizi, nel 1967, per tutti gli anni settanta, fino al 1981). Il lavoro, uscito nel 1982, è il terzo edito dall'etichetta Baby Records (il secondo era stato E penso a te del 1981, con cui i Ricchi e Poveri avevano iniziato l'avventura in tre - nonché il decennio degli anni ottanta - mentre il primo, La stagione dell'amore, del 1980, vedeva ancora la partecipazione della bionda Marina).
Dall'album è estratto, come singolo promozionale, il brano che apre il secondo lato del long-playing, Piccolo amore (sigla TV di Portobello), inserito sul lato A di un 45 giri, il cui lato B è costituito invece dal brano di chiusura del LP, Perché ci vuole l'amore.
L'album contiene dieci brani, tre dei quali molto conosciuti. Innanzitutto, la popolarissima title track, Mamma Maria, brano ballabile, che apre il Lato A, il cui testo, filastrocca musicale e cantabile, si presenta quasi come una specie di lallazione ("Ma-ma-ma-mam-ma-ma-ria-ma"...), realizzata con la sillaba universale «ma», la prima pronunciata da quasi tutti i bambini. Poi, appunto, il singolo Piccolo amore - che apre il lato B del 33 giri - scelto come nuova sigla del popolare programma TV Portobello, presentato da Enzo Tortora, anche lui genovese, come Angela e Franco (l'anno precedente, il programma aveva come sigla la ballata Come vorrei, altro pezzo della band, dall'album E penso a te). Infine, meno nota delle altre due, ma senza dubbio più conosciuta del resto del disco, la terza traccia del lato A, Magnifica serata, inserita nella colonna sonora del film Scusa se è poco, che promuove automaticamente anche il brano del gruppo. Altri brani conosciuti, ma pur sempre meno popolari, sono Amarsi un po' e C'è che sto bene. L'album viene presentato dai Ricchi e Poveri nel corso di Premiatissima, trasmissione di Canale 5 durante la quale eseguono varie tracce del disco.
L'album, per lo più scritto dagli autori storici dei Ricchi e Poveri, Cristiano Minellono e Dario Farina (in cui i tre membri della band, occasionalmente attivi anche nella composizione dei pezzi, figurano soltanto come interpreti), riscuote un grandissimo successo, sia nazionale che internazionale. Due brani dell'album vengono composti, rispettivamente, l'uno con la collaborazione di Pupo, al secolo Enzo Ghinazzi (che scrive, con Farina e Minellono, il pezzo che chiude il Lato A, Venezia), e l'altro con la collaborazione di Paolo Barabani, giovane cantautore esordiente, fattosi notare proprio al Festival di Sanremo 1981, lo stesso anno di Sarà perché ti amo, con il tormentone Hop hop somarello (che firma qui il penultimo brano, Fortissimo, assieme a Farina e Gian Piero Reverberi, altro collaboratore assiduo della band).
Mentre i coristi sono tutti italiani, i musicisti sono tutti stranieri e, tra questi, non si può non notare, alla chitarra, un'altra vecchia conoscenza del gruppo: Mats Bjorklund, che aveva arrangiato "La stagione dell'amore", l'ultimo album dei Ricchi e Poveri come quartetto, nel 1980.
Nel 1983, l'album esce nell'edizione spagnola, sempre su etichetta Baby Records. Dei dieci titoli, inalterato l'ordine sui due lati del vinile, soltanto il singolo Piccolo amore, pur essendo interpretato in spagnolo, non viene tradotto nella dicitura, ma resta nell'originale italiano. Gli adattamenti aderiscono perfettamente ai brani di partenza; unica lieve differenza, la resa di Amarsi un po', che in spagnolo diventa Amar así (letteralmente: «Amare così»).
Sempre nello stesso anno, il long-playing, con i brani cantati nell'originale versione in italiano, viene pubblicato anche in Germania, Francia, Svizzera, Belgio, Russia, Grecia, Cecoslovacchia, Scandinavia, Cile, Messico e Giappone.
In termini di vendite dei loro dischi e sommando le varie canzoni più famose non solo all'estero, i Ricchi Poveri sono riusciti a vendere in quell'anno cinque milioni di copie: due milioni in Francia, un milione e centomila in Germania, ottocentocinquantamila in Sudamerica, duecentocinquantamila in Svizzera, centomila in Olanda, Scandinavia, Portogallo e Sudafrica.

### Singoli estratti
- 1982 - Piccolo amore/Perché ci vuole l'amore (Baby Records, BR 50278) - Italia
- 1982 - Mamma Maria/Malinteso (Baby Records, BR 50282) - Italia
- 1982 - Piccolo amore/Porque si quiere el amor (Baby Records) - Spagna
- 1983 - Mamma Maria/Malentendido (Baby Records) - Spagna
- 1983 - Amar así/Venecia (Baby Records) - Spagna

## Tracce

### Edizione italiana - 1982
Lato A
1. Mamma Maria (Minellono/Farina) 2.55
2. Poveri (Minellono/De Stefani/Ameli/Farina) 3.20
3. Magnifica serata (Minellono/Farina) 3.13
4. Malinteso (Minellono/Farina) 3.17
5. Venezia (Minellono/Ghinazzi/Farina) 3.22

Lato B
1. Piccolo amore (Minellono/Farina) 3.19
2. Amarsi un po' (Minellono/Farina) 3.23
3. C'è che sto bene (Minellono/Farina) 3.25
4. Fortissimo (Minellono/Reverberi/Barabani) 4.08
5. Perché ci vuole l'amore (Minellono/Farina) 2.53

### Edizione spagnola - 1983
Lato A 
1. Mamá María
2. Pobres
3. Espléndida velada
4. Malentendido
5. Venecia

Lato B 
1. Piccolo amore
2. Amar así
3. Es que estoy bien contigo
4. Fortísimo
5. Porque si quiere el amor

N.B. I brani in spagnolo sono tradotti da Luis Gòmez Escolar, Ignacio Ballesteros e Guillermo Quick Ruiz.

## Classifiche
L'album raggiunge buonissimi risultati nella classifica italiana, rimanendoci per venti settimane, a cavallo tra il 1982 e il 1983.

### Posizione massima
| Paese  | Posizione |
| ------ | --------- |
| Italia | 4         |

### Posizione di fine anno
| Anno | Paese  | Posizione |
| ---- | ------ | --------- |
| 1983 | Italia | 17        |

## Formazione
Musicisti
- Ricchi e Poveri (Angela Brambati, Angelo Sotgiu, Franco Gatti) - voci
- Gunther Gebauer - basso
- Curt Cress - batteria, percussioni
- Charles Hornemann - chitarra
- Geoff Bastow - tastiera, sintetizzatore
- Mats Bjorklund - chitarra
- Paola Orlandi, Lalla Francia, Gabriele Balducci, Eloisa Francia, Ornella Cherubini, Mario Balducci, Marina Balestrieri, Silvio Pozzoli - cori

Produzione
- Cedric Beatty - registrazioni @ «Union Studios», Monaco di Baviera
- Nino Iorio - registrazione voci @ «Bach Studio», Milano
- Jurgen Koppers, Cedric Beatty - missaggio @ «Arca Studios» & «Union Studios», Monaco di Baviera
- Herbert Koeller, Annelore, Romano Pandolfi e Fabrizio, Otto De Pottestin, Gian Luigi Pezzera e «Il Cortile» - collaborazioni speciali
- Marzia Malli - foto di copertina
- Enzo Mombrini, Erminia Munari - grafica e direzione artistica
- Grapyche Magica 2000 (Milano) - grafica di copertina
- Universal Music Italia - edizioni musicali
- Televis - edizioni musicali
- Televis/Bixio C.E.M.S.A. - edizioni musicali A3
- Televis/Allione - edizioni musicali B1
- Baby Records - produzione
- Dario Farina - produzione esecutiva

## Dettagli pubblicazione
| Paese  | Data | Etichetta    | Formato | Nº Catalogo |
| ------ | ---- | ------------ | ------- | ----------- |
| Italia | 1982 | Baby Records | 33 giri | BR 56042    |

Pubblicazione & Copyright: 1982 - Baby Records, Via Timavo, 34 - Milano.

Distribuzione: CGD - Messaggerie Musicali S.p.A. - Milano.